# Llista de topònims de la Bisbal de Montsant
Llista de topònims (noms propis de lloc) del municipi de la Bisbal de Falset, al Priorat
Informació actualitzada per un bot. Els canvis manuals es perdran quan s'actualitzi!

## cabana
| imatge | Nom                  | Ubicat a              | instància de | Detalls | coordenades                                                          | Protecció | Commons (més fotos) | Dades a WD                    |
| ------ | -------------------- | --------------------- | ------------ | ------- | -------------------------------------------------------------------- | --------- | ------------------- | ----------------------------- |
|        | era del Bep          | la Bisbal de Montsant | cabana       |         | 41° 16′ 54″ N, 0° 43′ 10″ E / 41.2815421295385°N,0.719484749502674°E |           |                     | Modifica les dades a Wikidata |
|        | pallissa d'en Garbós | la Bisbal de Montsant | cabana       |         | 41° 16′ 53″ N, 0° 43′ 18″ E / 41.2814889767918°N,0.721802979820129°E |           |                     | Modifica les dades a Wikidata |

## carrer
| imatge | Nom                | Ubicat a              | instància de | Detalls                                  | coordenades                                                | Protecció                                  | Commons (més fotos)                  | Dades a WD                    |
| ------ | ------------------ | --------------------- | ------------ | ---------------------------------------- | ---------------------------------------------------------- | ------------------------------------------ | ------------------------------------ | ----------------------------- |
|        | Carrer Major       | la Bisbal de Montsant | carrer       | Estil: arquitectura popular 15th century | 41° 16′ 48″ N, 0° 43′ 23″ E / 41.2799°N,0.72293°E 372 msnm | bé cultural d'interès local                | Carrer Major (la Bisbal de Montsant) | Modifica les dades a Wikidata |
|        | Carrer Metge Curcó | la Bisbal de Montsant | carrer       | Estil: arquitectura popular              | 41° 16′ 50″ N, 0° 43′ 28″ E / 41.28069°N,0.7244°E          | bé integrant del patrimoni cultural català |                                      | Modifica les dades a Wikidata |

## casa
| imatge | Nom        | Ubicat a              | instància de | Detalls                     | coordenades                                       | Protecció                                  | Commons (més fotos) | Dades a WD                    |
| ------ | ---------- | --------------------- | ------------ | --------------------------- | ------------------------------------------------- | ------------------------------------------ | ------------------- | ----------------------------- |
|        | Cal Manuel | la Bisbal de Montsant | casa         | Estil: arquitectura popular | 41° 16′ 48″ N, 0° 43′ 24″ E / 41.28003°N,0.7232°E | bé integrant del patrimoni cultural català |                     | Modifica les dades a Wikidata |
|        | Cal Portal | la Bisbal de Montsant | casa         | Estil: arquitectura popular | 41° 16′ 48″ N, 0° 43′ 23″ E / 41.2799°N,0.72311°E | bé integrant del patrimoni cultural català | Cal Portal          | Modifica les dades a Wikidata |

## cova
| imatge | Nom                           | Ubicat a              | instància de          | Detalls | coordenades                                                          | Protecció | Commons (més fotos)           | Dades a WD                    |
| ------ | ----------------------------- | --------------------- | --------------------- | ------- | -------------------------------------------------------------------- | --------- | ----------------------------- | ----------------------------- |
|        | cova de la Coma Espatllada    | la Bisbal de Montsant | cova                  |         | 41° 16′ 33″ N, 0° 44′ 08″ E / 41.2757431100309°N,0.735517892255589°E |           |                               | Modifica les dades a Wikidata |
|        | cova de la Foradada           | la Bisbal de Montsant | cova                  |         | 41° 16′ 24″ N, 0° 42′ 21″ E / 41.2733438609716°N,0.705790138094994°E |           |                               | Modifica les dades a Wikidata |
|        | cova de la Molinera           | la Bisbal de Montsant | cova                  |         | 41° 16′ 59″ N, 0° 43′ 29″ E / 41.2829438121013°N,0.724773269416267°E |           |                               | Modifica les dades a Wikidata |
|        | cova del Comú                 | la Bisbal de Montsant | cova                  |         | 41° 16′ 55″ N, 0° 43′ 25″ E / 41.2819865023548°N,0.723731919249411°E |           |                               | Modifica les dades a Wikidata |
|        | cova del Fuster               | la Bisbal de Montsant | cova                  |         | 41° 16′ 12″ N, 0° 43′ 39″ E / 41.269876948221°N,0.727614809611083°E  |           |                               | Modifica les dades a Wikidata |
|        | cova dels Corbs               | la Bisbal de Montsant | cova                  |         | 41° 16′ 56″ N, 0° 43′ 31″ E / 41.2820894191575°N,0.725292508931143°E |           |                               | Modifica les dades a Wikidata |
|        | cova hospital de Santa Llúcia | la Bisbal de Montsant | cova edifici històric |         | 41° 17′ 13″ N, 0° 43′ 01″ E / 41.286975°N,0.71697222°E               |           | Cova hospital de Santa Llúcia | Modifica les dades a Wikidata |

## font
| imatge | Nom                      | Ubicat a              | instància de | Detalls                     | coordenades                                                          | Protecció                                  | Commons (més fotos)           | Dades a WD                    |
| ------ | ------------------------ | --------------------- | ------------ | --------------------------- | -------------------------------------------------------------------- | ------------------------------------------ | ----------------------------- | ----------------------------- |
|        | font de la Cova de Benet | la Bisbal de Montsant | font         |                             | 41° 16′ 41″ N, 0° 44′ 57″ E / 41.2779761240905°N,0.749254651976431°E |                                            |                               | Modifica les dades a Wikidata |
|        | font del Bep             | la Bisbal de Montsant | font         |                             | 41° 17′ 51″ N, 0° 43′ 44″ E / 41.2976002728281°N,0.72899319286349°E  |                                            |                               | Modifica les dades a Wikidata |
|        | la Font                  | la Bisbal de Montsant | font         | Estil: arquitectura popular | 41° 16′ 49″ N, 0° 43′ 24″ E / 41.28027°N,0.7234°E                    | bé integrant del patrimoni cultural català | La Font (la Bisbal de Falset) | Modifica les dades a Wikidata |

## masia
| imatge | Nom                           | Ubicat a              | instància de | Detalls | coordenades                                                          | Protecció | Commons (més fotos) | Dades a WD                    |
| ------ | ----------------------------- | --------------------- | ------------ | ------- | -------------------------------------------------------------------- | --------- | ------------------- | ----------------------------- |
|        | Mas de l'Asunción             | la Bisbal de Montsant | masia        |         | 41° 18′ 01″ N, 0° 43′ 35″ E / 41.3001415514939°N,0.726325193457205°E |           |                     | Modifica les dades a Wikidata |
|        | Mas de l'Avenc                | la Bisbal de Montsant | masia        |         | 41° 15′ 41″ N, 0° 42′ 28″ E / 41.2613852675918°N,0.707724844266898°E |           |                     | Modifica les dades a Wikidata |
|        | Mas de la Gavarrera del Perxe | la Bisbal de Montsant | masia        |         | 41° 16′ 50″ N, 0° 41′ 58″ E / 41.2805118643882°N,0.699401889711031°E |           |                     | Modifica les dades a Wikidata |
|        | Mas de la Pobla d'en Roer     | la Bisbal de Montsant | masia        |         | 41° 18′ 09″ N, 0° 43′ 53″ E / 41.3025176787246°N,0.731259078986225°E |           |                     | Modifica les dades a Wikidata |
|        | Mas del Coix                  | la Bisbal de Montsant | masia        |         | 41° 16′ 09″ N, 0° 42′ 29″ E / 41.2691310398456°N,0.708170070754027°E |           |                     | Modifica les dades a Wikidata |
|        | Mas del Gendret               | la Bisbal de Montsant | masia        |         | 41° 18′ 03″ N, 0° 42′ 55″ E / 41.3007710399323°N,0.715362962689784°E |           |                     | Modifica les dades a Wikidata |
|        | Mas del Marià Casimira        | la Bisbal de Montsant | masia        |         | 41° 18′ 26″ N, 0° 43′ 59″ E / 41.3073155127732°N,0.732944136041927°E |           |                     | Modifica les dades a Wikidata |
|        | Mas del Trudes                | la Bisbal de Montsant | masia        |         | 41° 16′ 35″ N, 0° 44′ 29″ E / 41.2763082850525°N,0.74136048216923°E  |           |                     | Modifica les dades a Wikidata |

## molí d'aigua
| imatge | Nom                   | Ubicat a              | instància de | Detalls                     | coordenades                                                          | Protecció                                  | Commons (més fotos) | Dades a WD                    |
| ------ | --------------------- | --------------------- | ------------ | --------------------------- | -------------------------------------------------------------------- | ------------------------------------------ | ------------------- | ----------------------------- |
|        | Molí de la Granadella | la Bisbal de Montsant | molí d'aigua | Estil: arquitectura popular | 41° 16′ 46″ N, 0° 43′ 45″ E / 41.279563°N,0.729092°E                 | bé integrant del patrimoni cultural català |                     | Modifica les dades a Wikidata |
|        | Molí del Sas          | la Bisbal de Montsant | molí d'aigua | Estil: arquitectura popular | 41° 16′ 19″ N, 0° 42′ 42″ E / 41.2720734601681°N,0.711648622930015°E | bé integrant del patrimoni cultural català |                     | Modifica les dades a Wikidata |

## muntanya
| imatge | Nom                      | Ubicat a                              | instància de | Detalls | coordenades                                                         | Protecció | Commons (més fotos) | Dades a WD                    |
| ------ | ------------------------ | ------------------------------------- | ------------ | ------- | ------------------------------------------------------------------- | --------- | ------------------- | ----------------------------- |
|        | Punta de l'Àliga         | Margalef la Bisbal de Montsant        | muntanya     |         | 41° 17′ 27″ N, 0° 44′ 09″ E / 41.29078056°N,0.73585361°E 584.7 msnm |           |                     | Modifica les dades a Wikidata |
|        | Punta de la Closqueta    | la Bisbal de Montsant                 | muntanya     |         | 41° 17′ 39″ N, 0° 43′ 21″ E / 41.2943°N,0.722453°E 490.3 msnm       |           |                     | Modifica les dades a Wikidata |
|        | Punta del Camp de Bovera | la Bisbal de Montsant la Palma d'Ebre | muntanya     |         | 41° 17′ 48″ N, 0° 42′ 48″ E / 41.2966°N,0.713436°E 507.1 msnm       |           |                     | Modifica les dades a Wikidata |
|        | Punta del Collotet       | la Bisbal de Montsant                 | muntanya     |         | 41° 18′ 09″ N, 0° 43′ 15″ E / 41.3025°N,0.720858°E 537.9 msnm       |           |                     | Modifica les dades a Wikidata |
|        | Punta del Ramonet        | la Bisbal de Montsant la Palma d'Ebre | muntanya     |         | 41° 16′ 54″ N, 0° 41′ 46″ E / 41.2818°N,0.696108°E 497.6 msnm       |           |                     | Modifica les dades a Wikidata |
|        | Punta dels Tous          | la Bisbal de Montsant                 | muntanya     |         | 41° 18′ 21″ N, 0° 43′ 14″ E / 41.30587778°N,0.72061389°E 557.1 msnm |           |                     | Modifica les dades a Wikidata |
|        | Tossal del Llicsó        | Margalef la Bisbal de Montsant        | muntanya     |         | 41° 18′ 19″ N, 0° 44′ 16″ E / 41.30531667°N,0.73763889°E 591 msnm   |           |                     | Modifica les dades a Wikidata |
|        | el Junquet               | la Bisbal de Montsant la Palma d'Ebre | muntanya     |         | 41° 16′ 24″ N, 0° 41′ 57″ E / 41.2734°N,0.699172°E 485.8 msnm       |           |                     | Modifica les dades a Wikidata |
|        | la Sella                 | la Bisbal de Montsant la Palma d'Ebre | muntanya     |         | 41° 18′ 06″ N, 0° 42′ 49″ E / 41.3017°N,0.713692°E 501.5 msnm       |           |                     | Modifica les dades a Wikidata |
|        | les Fosses               | la Bisbal de Montsant la Palma d'Ebre | muntanya     |         | 41° 17′ 05″ N, 0° 42′ 11″ E / 41.2845875°N,0.70299444°E 453.9 msnm  |           |                     | Modifica les dades a Wikidata |

## serra
| imatge | Nom                   | Ubicat a | instància de | Detalls            | coordenades                                                         | Protecció | Commons (més fotos) | Dades a WD                    |
| ------ | --------------------- | --- | ------------ | ------------------ | ------------------------------------------------------------------- | --------- | ------------------- | ----------------------------- |
|        | Les Pinedes           | la Bisbal de Montsant Cabassers | serra        |                    | 41° 15′ 52″ N, 0° 43′ 15″ E / 41.26448333°N,0.72083611°E 492.5 msnm |           |                     | Modifica les dades a Wikidata |
|        | serra Pelada          | la Bisbal de Montsant | serra        |                    | 41° 18′ 01″ N, 0° 43′ 21″ E / 41.30040833°N,0.72242222°E 537.9 msnm |           |                     | Modifica les dades a Wikidata |
|        | serra de Montsant     | la Morera de Montsant Cabassers Ulldemolins Cornudella de Montsant la Vilella Alta la Vilella Baixa la Bisbal de Montsant la Figuera Margalef | serra        | Superfície: 135km² | 41° 17′ 35″ N, 0° 47′ 52″ E / 41.29295278°N,0.79780278°E            |           | Montsant            | Modifica les dades a Wikidata |
|        | serra de la Penyalba  | la Bisbal de Montsant | serra        |                    | 41° 16′ 57″ N, 0° 42′ 27″ E / 41.2824°N,0.707597°E 507.8 msnm       |           |                     | Modifica les dades a Wikidata |
|        | serrall dels Clapers  | la Bisbal de Montsant | serra        |                    | 41° 17′ 17″ N, 0° 43′ 26″ E / 41.2881°N,0.723853°E 487.6 msnm       |           |                     | Modifica les dades a Wikidata |
|        | serrall dels Domenges | la Bisbal de Montsant Margalef | serra        |                    | 41° 16′ 45″ N, 0° 44′ 26″ E / 41.27916111°N,0.74056111°E 487.8 msnm |           |                     | Modifica les dades a Wikidata |

## Misc
| imatge | Nom                                            | Ubicat a              | instància de                                   | Detalls                     | coordenades                                                                                              | Protecció                                  | Commons (més fotos)                            | Dades a WD                    |
| ------ | ---------------------------------------------- | --------------------- | ---------------------------------------------- | --------------------------- | --- | ------------------------------------------ | ---------------------------------------------- | ----------------------------- |
|        | Junquet                                        | la Bisbal de Montsant | vèrtex geodèsic                                | Alt: 1.2m                   | 41° 16′ 24″ N, 0° 41′ 57″ E / 41.273443°N,0.69916°E 486.033 msnm                                         |                                            |                                                | Modifica les dades a Wikidata |
|        | Pont de la Bisbal de Montsant                  | la Bisbal de Montsant | pont                                           | Estil: arquitectura popular | 41° 16′ 46″ N, 0° 43′ 29″ E / 41.279527°N,0.724828°E                                                     | bé integrant del patrimoni cultural català |                                                | Modifica les dades a Wikidata |
|        | casa consistorial de la Bisbal de Montsant     | la Bisbal de Montsant | casa consistorial                              |                             | 41° 16′ 49″ N, 0° 43′ 23″ E / 41.2803664°N,0.7231702°E                                                   |                                            |                                                | Modifica les dades a Wikidata |
|        | la Bisbal de Montsant                          | la Bisbal de Montsant | entitat singular de població capital municipal | 207 hab                     | 41° 16′ 49″ N, 0° 43′ 23″ E / 41.28014°N,0.72303°E 367 msnm                                              |                                            |                                                | Modifica les dades a Wikidata |
|        | la Nativitat de Maria de la Bisbal de Montsant | la Bisbal de Montsant | església                                       | Estil: barroc               | 41° 16′ 48″ N, 0° 43′ 23″ E / 41.28°N,0.72295°E                                                          | bé cultural d'interès local                | La Nativitat de Maria de la Bisbal de Montsant | Modifica les dades a Wikidata |
|        | riu de Montsant                                | Priorat               | curs d'aigua                                   | Desemboca: riu de Siurana   | 41° 19′ 19″ N, 0° 51′ 23″ E / 41.321866°N,0.856384°E 41° 10′ 15″ N, 0° 44′ 59″ E / 41.17089°N,0.749689°E |                                            | Riu de Montsant                                | Modifica les dades a Wikidata |